# Апліката

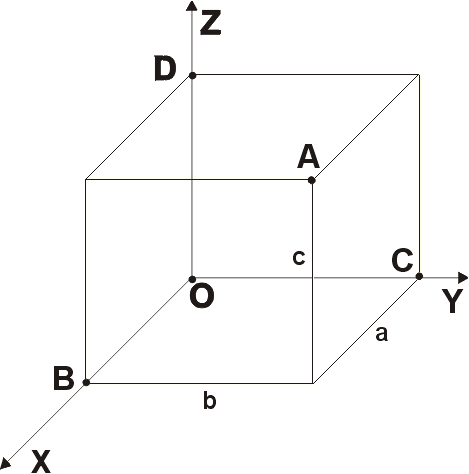

Апліката (рос. аппликата, англ. z-axis, z-coordinate; нім. Applikate f) — в просторовій системі координат — одна з координат точки. Позначається літерою Z.
Аплікатою точки A називається координата цієї точки на осі OZ в прямокутній системі координат. Величина аплікати точки A дорівнює довжині відрізка OD (див. рис. 1). Може мати знак як «+» так і «-». Якщо точка A лежить на площині XOY, то її апліката дорівнює нулю.
Слово «апліката» походить від лат. applicata, що означає «прикладена». Тобто та, яка прикладається до двох осей абсциси і ординати.
В прямокутній системі координат вісь OZ називається «вісь аплікат».